# Gin and tonic
Gin and tonic hoặc gin tonic là cocktail highball được pha chế từ rượu gin và nước tonic được rót vào lượng lớn đá lạnh.

## Lịch sử
Loại cocktail này được giới thiệu bởi quân đội thuộc Công ty Đông Ấn Anh ở Ấn Độ. Ở Ấn Độ và các vùng nhiệt đới khác, sốt rét là một vấn đề dai dẳng. Vào những năm 1700, bác sĩ người Scotland George Cleghorn đã nghiên cứu cách quinin (thuốc ký ninh), một phương pháp chữa bệnh sốt rét truyền thống, có thể được sử dụng để ngăn ngừa bệnh này.
Thuốc ký ninh được uống trong nước tonic nhưng có vị đắng khó uống. Các quan chức Anh ở Ấn Độ vào đầu thế kỷ 19 đã thêm hỗn hợp nước, đường, chanh và rượu gin vào thuốc để làm cho thức uống dễ chịu hơn, do đó gin and tonic ra đời.
Những người lính ở Ấn Độ đã được cấp một khẩu phần rượu gin, và cách pha chế có vị ngọt này đã phát huy hiệu quả. Vì nó không còn được dùng làm thuốc trị sốt rét, nước tonic ngày nay chứa ít quinin hơn nhiều, thường được làm ngọt và do đó ít đắng hơn nhiều.
Gin and tonic là một loại cocktail phổ biến trong mùa hè.
Một nghiên cứu năm 2004 cho thấy rằng sau 12 giờ, "một lượng đáng kể quinin  (500 đến 1.000 ml) nước tăng lực, trong một thời gian ngắn, có thể dẫn đến nồng độ quinine trong huyết tương ở giới hạn thấp hơn của hiệu quả điều trị và trên thực tế, có thể gây ra ức chế ký sinh trùng ". Phương pháp tiêu thụ quinine này không thực tế trong điều trị dự phòng sốt rét, vì lượng thuốc cần thiết "không thể duy trì bằng lượng lớn tonic". Các tác giả kết luận rằng nó không phải là một hình thức điều trị hiệu quả đối với bệnh sốt rét.

## Trang trí
Gin and tonic theo truyền thống, được trang trí bằng một lát chanh hoặc cắt theo hình miếng cau, thường được vắt nhẹ vào thức uống trước khi cho vào ly. Ở hầu hết các nơi trên thế giới, chanh xanh vẫn là loại duy nhất phổ biến dùng để trang trí; tuy nhiên, chanh vàng thường được sử dụng thay thế.
Tại Vương quốc Anh, việc vắt cả chanh vàng và chanh xanh cùng nhau được gọi là "Evans". Mặc dù nguồn gốc của việc sử dụng chanh vàng vẫn chưa rõ, nhưng việc sử dụng chúng đã có từ ít nhất là vào cuối những năm 1930.
Ngoài ra, tại phương Tây, chanh vàng thường có sẵn và rẻ hơn so với chanh xanh. Việc sử dụng chanh vàng hay chanh xanh là một vấn đề được bàn luận – một số thương hiệu hàng đầu, chẳng hạn như  Tanqueray, và Bombay Sapphire, khuyến nghị sử dụng chanh xanh cho rượu gin của họ.

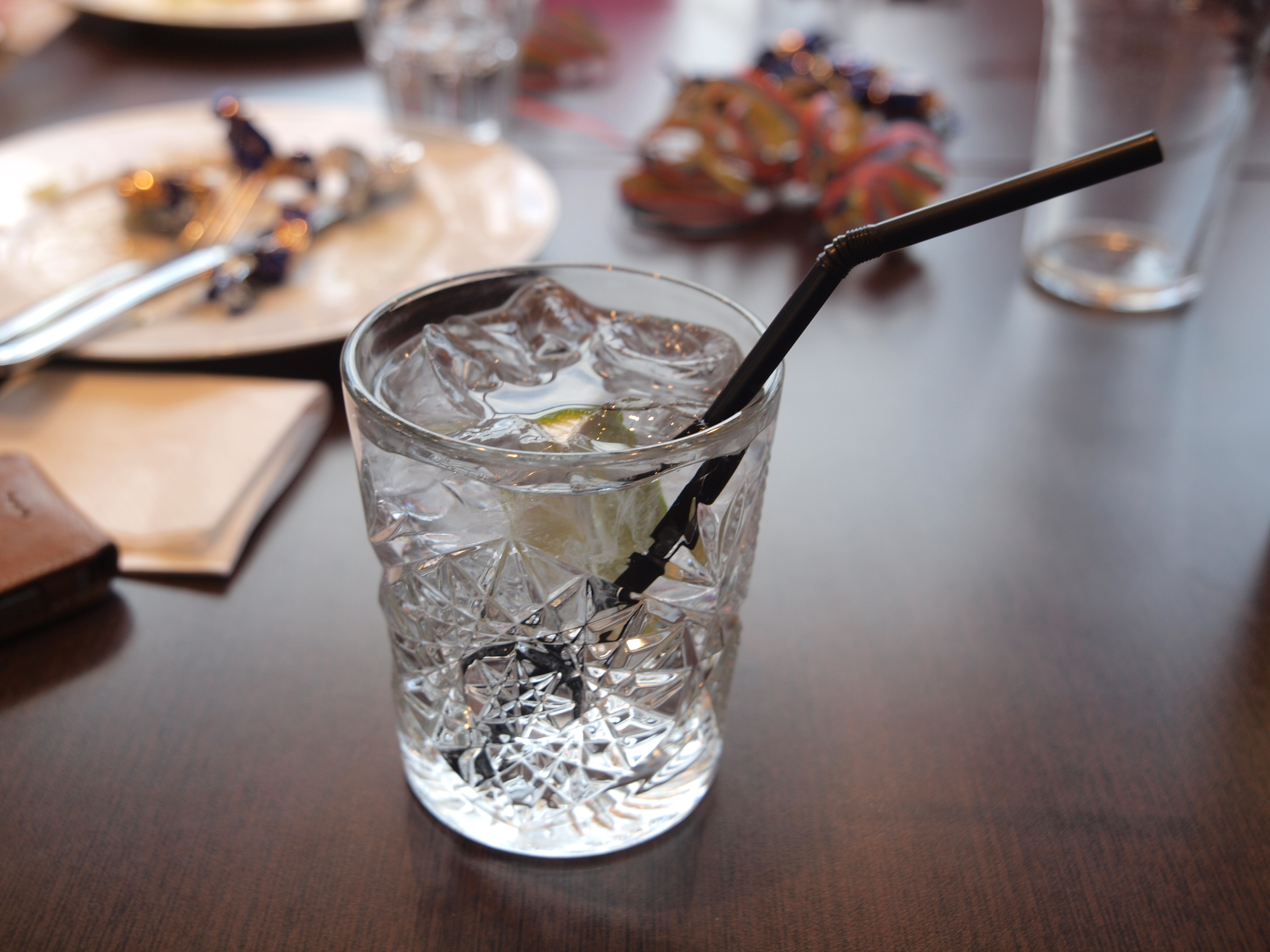
Một ly gin and tonic được phục vụ tại nhà hàng Loiste ở Helsinki, Phần Lan.
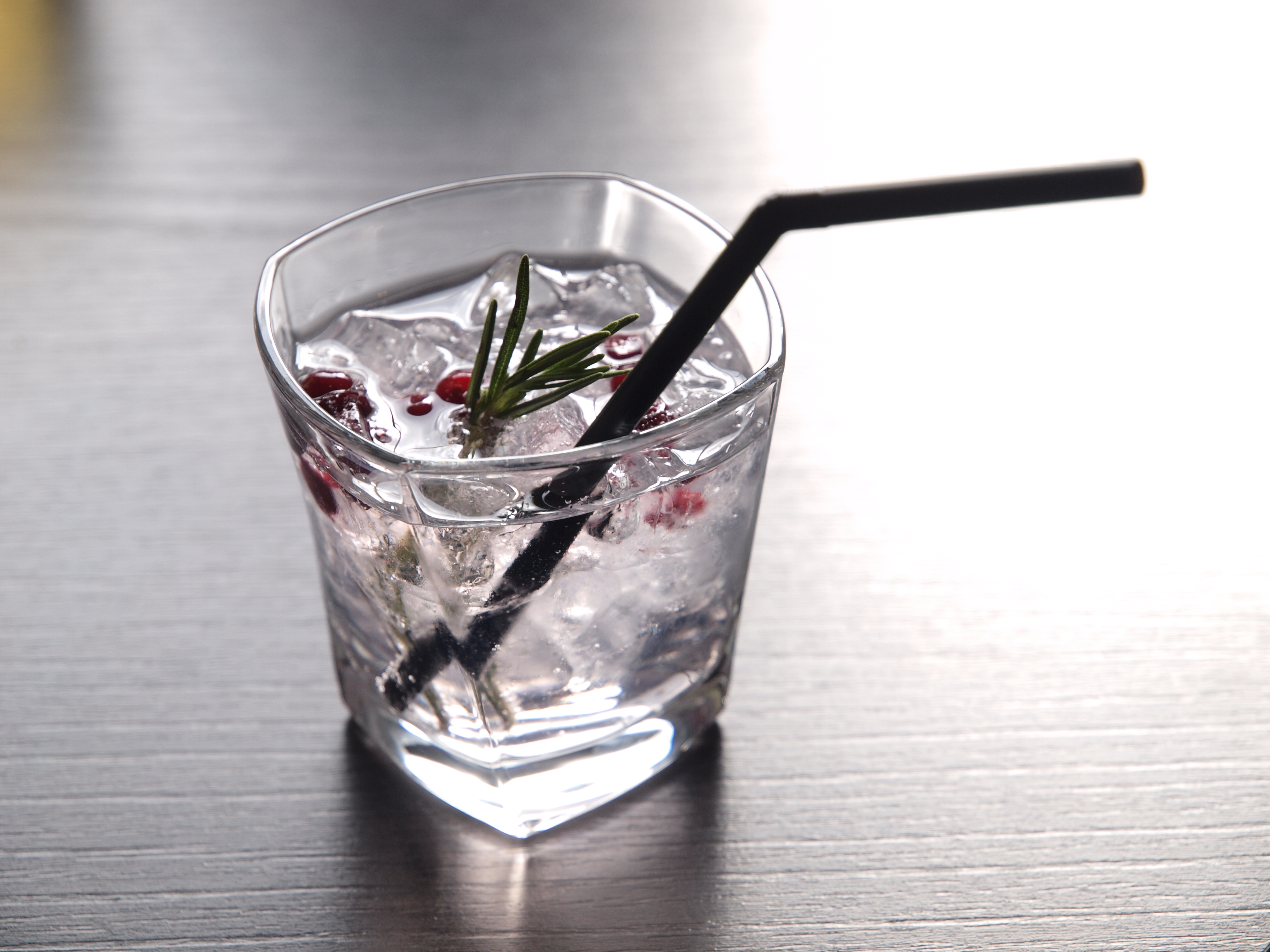
Gin and Tonic Napue, trang trí bằng quả cranberries thay cho chanh, được phục vụ tại nhà hàng thuộc khách sạn Hotel Grand Marina ở Katajanokka, Helsinki, Phần Lan.
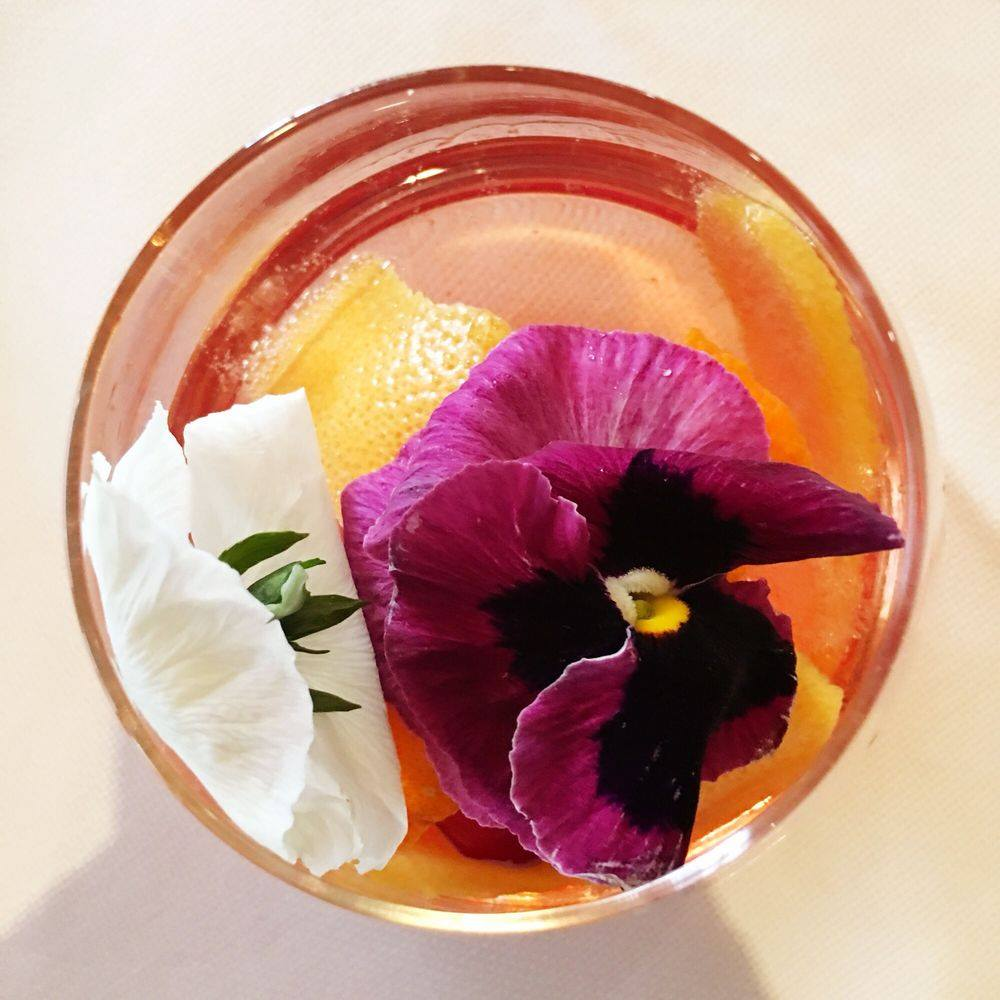
Gin and tonic với đá viên Campari Amaro và cánh hoa có thể ăn được tại Fiola, thủ đô Washington, DC.
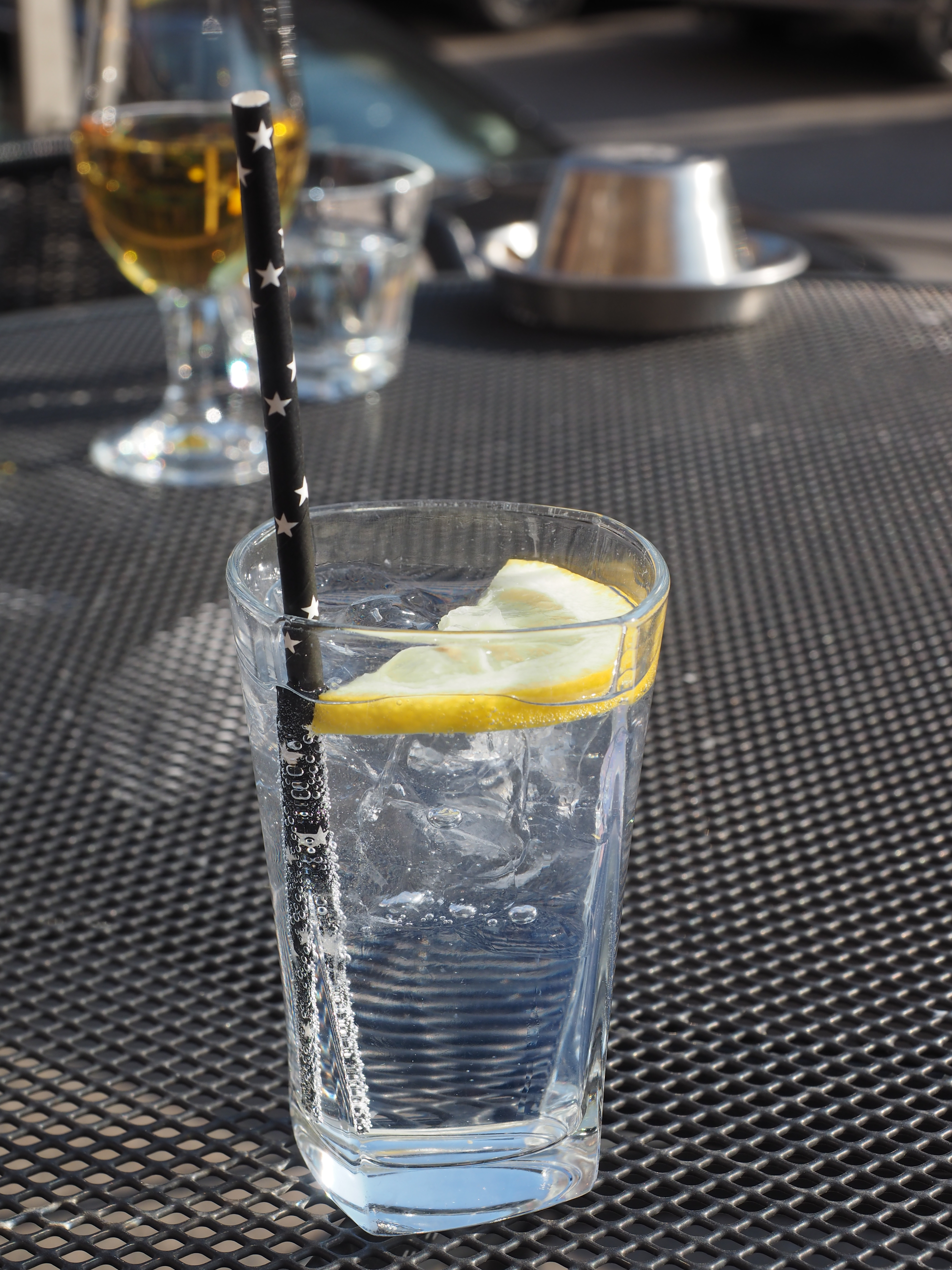
Một ly gin and tonic trên sân thượng của khách sạn Grand Marina ở Katajanokka, Helsinki, Phần Lan
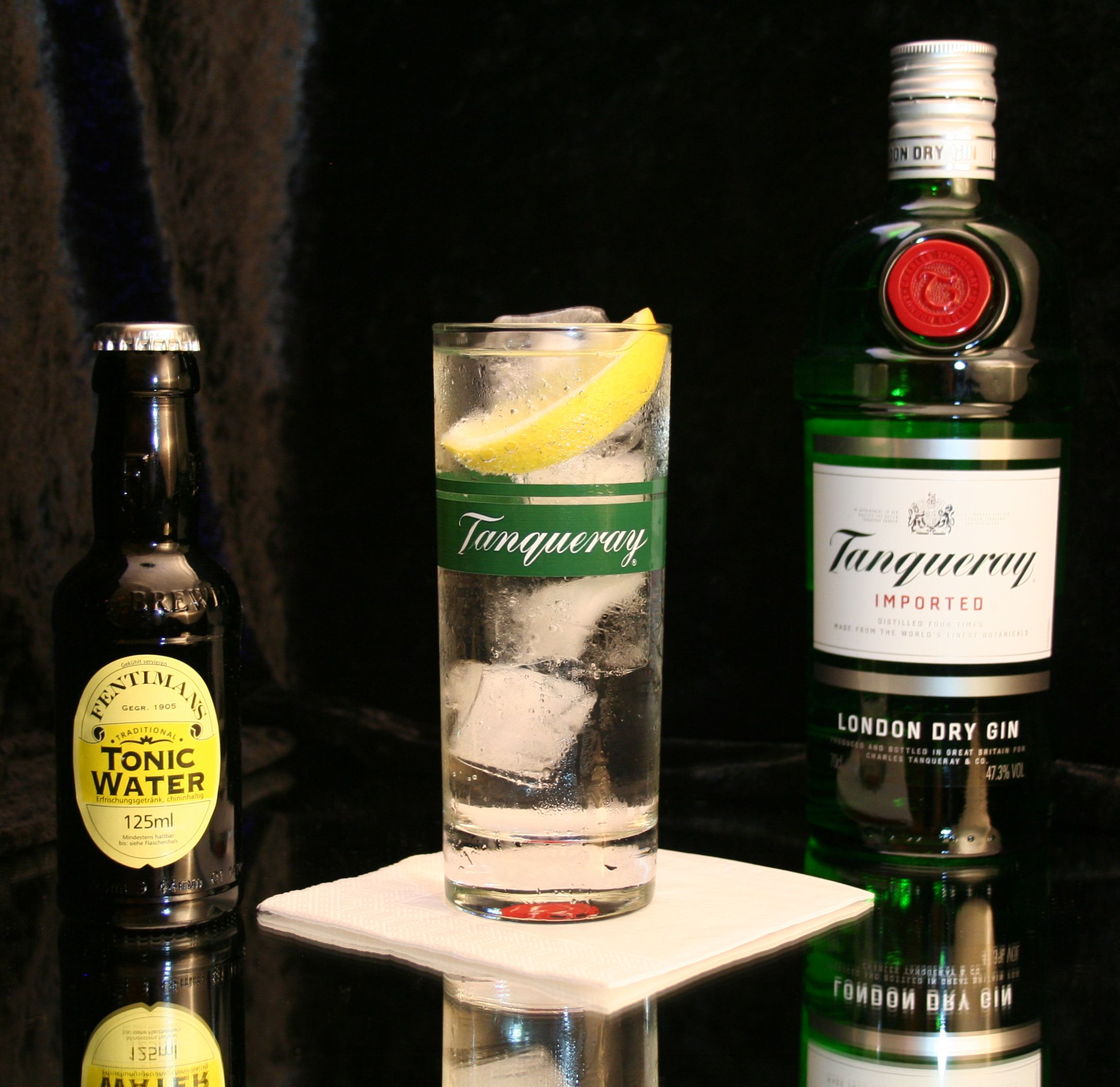
Gin and Tonic từ rượu Gin Tanqueray và nước Tonic Fentimans
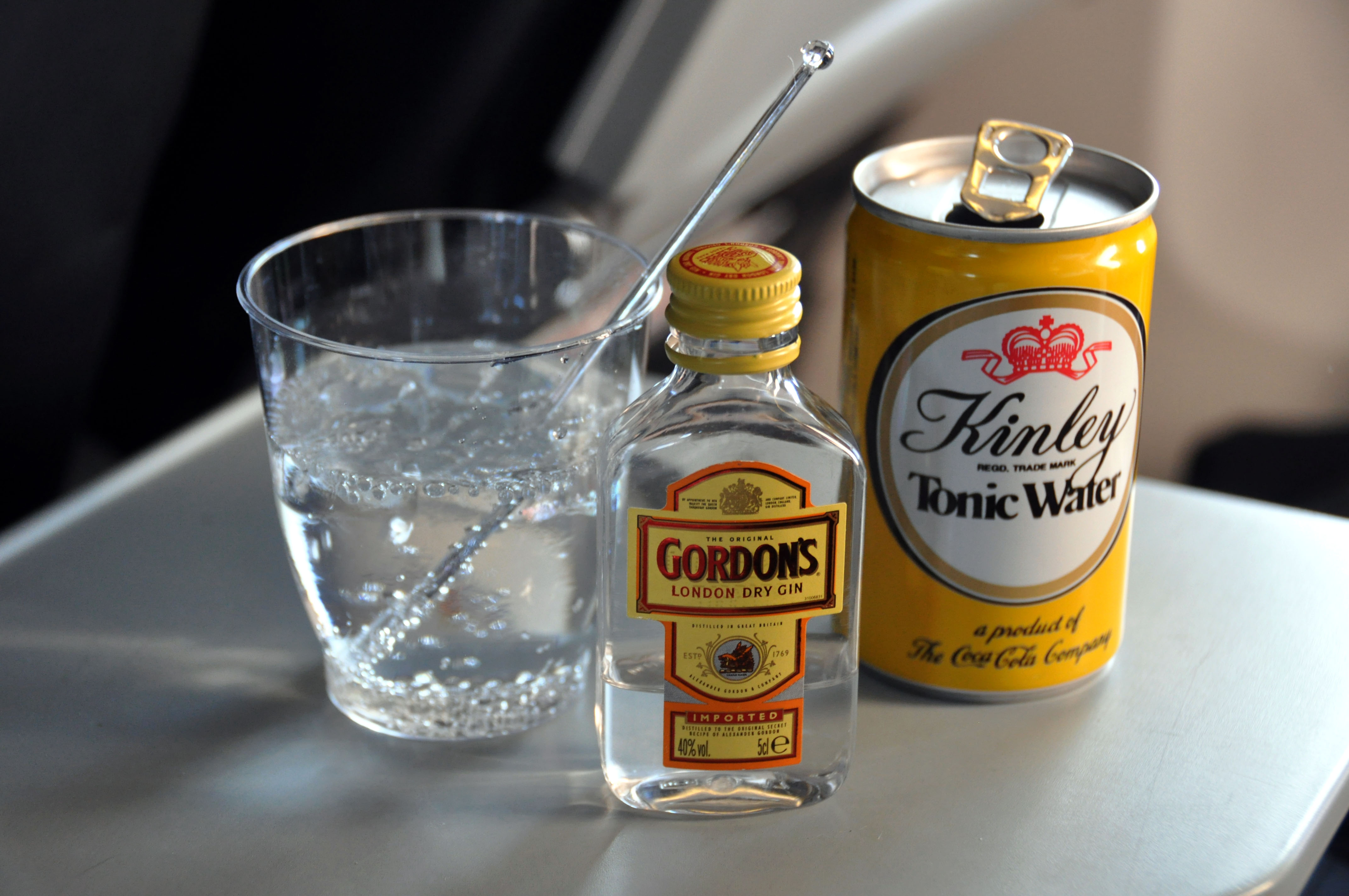
Nước tonic và rượu gin để pha chế